# Carpione
Pour les articles homonymes, voir Carpione (homonymie).

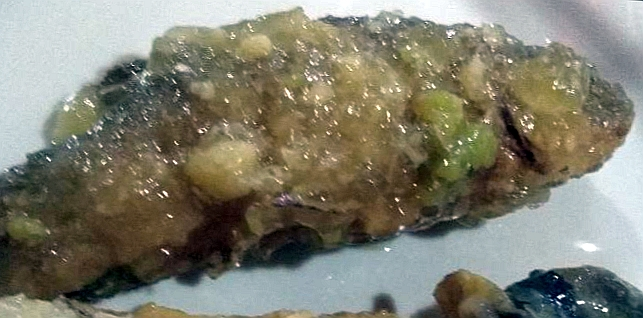
Tanche au carpione.

Le carpione est une préparation utilisée pour mariner la viande, le poisson et les légumes, typique de la cuisine piémontaise. Plusieurs plats utilisant cette préparation sont également appelés carpione. Le nom signifie « grosse carpe ».

## Histoire
La préparation des aliments au carpione est assez ancienne. Elle est née en milieu rural avant la diffusion des réfrigérateurs, permettant une conservation des aliments plus longue que les autres types de cuisson, surtout en été. La marinade a aussi l'avantage de masquer le goût de vase qu'ont souvent les poissons d'eau douce comme la carpe (à qui l'on doit le nom de la préparation) et la tanche. A partir du milieu paysan, cette façon de cuisiner s'est répandue parmi la bourgeoisie par l'intermédiaire des femmes de la campagne qui servaient dans les familles urbaines plus aisées.

## Préparation

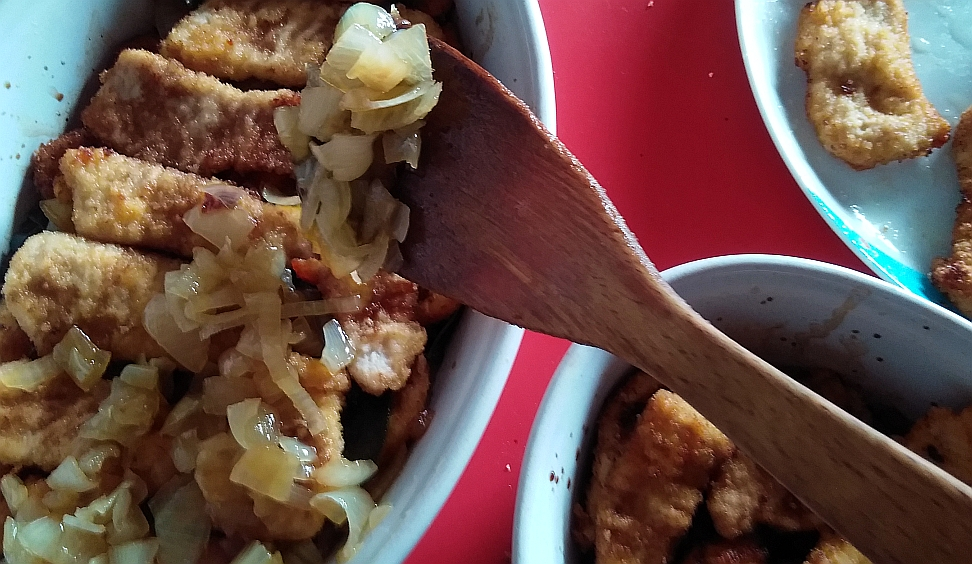
Poitrine de dinde au carpione : ajout de la marinade d'oignons.

La marinade s'obtient en préparant un sauté d'oignons parfumés à la sauge, au laurier, éventuellement à d'autre herbes médicinales, et au poivre. Lorsque les oignons sont ramollis, on ajoute du vinaigre et on laisse mijoter le tout. Le poisson ou la viande, préparés séparément, sont farinés, frits et coupés en morceaux. Une fois refroidie, la marinade est mise à macérer au réfrigérateur pendant au moins quelques heures, plutôt une journée entière.

## Usage
Les aliments au carpione sont généralement servis froids, garnis de rondelles d'oignons blancs à volonté. Ils sont particulièrement appréciés en été et peuvent être utilisés comme antipasto ou comme secondo.